# 이혜상 (배우)
이혜상(본명: 박은정, 1973년 3월 1일 ~ )은 대한민국의 모델 겸 배우이다. 

## 생애
경기도 평택시에서 태어났으며, 성인이 될 때까지 그 곳에서 자랐다.  이듬해 1991년 청주대학교 연극영화학과로 진학하였고, 1994년 SBS 4기 공채 탤런트로 데뷔하면서 활동을 시작하였다.

## 학력
- 청주대학교 (연극영화학과 91 / 학사)

## 출연 작품

### 영화
- 2004년 《빙우》 - 이성연 역
- 2005년 《3인 3색 러브 스토리 - 폭풍의 언덕》
- 2007년 《어깨너머의 연인》 - 김지연 역
- 2007년 《판타스틱 자살소동》 - 묘령의 여자 역
- 2009년 《요가학원》 - 간미희 역
- 2009년 《천국의 우편배달부》 - 여인 역 (특별출연)

### 드라마
- 1994년 SBS 청소년드라마 《공룡선생》
- 1994년 SBS 월화드라마 《작별》
- 1995년 SBS 수목드라마 《신비의 거울속으로》
- 1995년 SBS 수목드라마 《째즈》
- 1996년 SBS 수목드라마 《사랑의 이름으로》
- 1996년 SBS 토요드라마 《도시남녀》
- 1996년 SBS 수목드라마 《남자대탐험》
- 1996년 SBS 수목드라마 《8월의 신부》
- 1997년 SBS 주말드라마 《아름다운 그녀》
- 1997년 SBS 월화드라마 《여자》
- 1998년 SBS 일일드라마 《서울탱고》
- 1998년 SBS 주말드라마 《사랑해 사랑해》
- 1998년 SBS 아침연속극 《엄마의 딸》
- 1998년 SBS 월화드라마 《바람의 노래》
- 1998년 SBS 일일드라마 《7인의 신부》
- 1998년 SBS 일일드라마 《미우나 고우나》
- 1999년 SBS 아침연속극 《지금은 사랑할 때》
- 1999년 SBS 일요드라마 《카이스트》
- 1999년 SBS 주말드라마 《젊은 태양》
- 1999년 SBS 수목드라마 《토마토》
- 1999년 MBC 아침드라마 《아름다운 선택》
- 1999년 SBS 일요아침드라마 《달콤한 신부》
- 2003년 MBC 월화드라마 《대장금》 - 나인 조방 역
- 2004년 MBC 주말연속극 《한강수타령》 - 유진 역

### 뮤직비디오
- 2002년 조규만 - 보고 싶어요
- 2004년 신승훈 9집 Ninth Reply 〈그런 날이 오겠죠〉, 〈두번 헤어지는 일〉

## CF
- 한국관광공사
- 아모레퍼시픽 헤라
- 미쟝센
- CJ제일제당 백설유
- MISSHA 화장품
- KCC 홈씨씨 인테리어
- 유페이스키